# Hayashi Hiromori

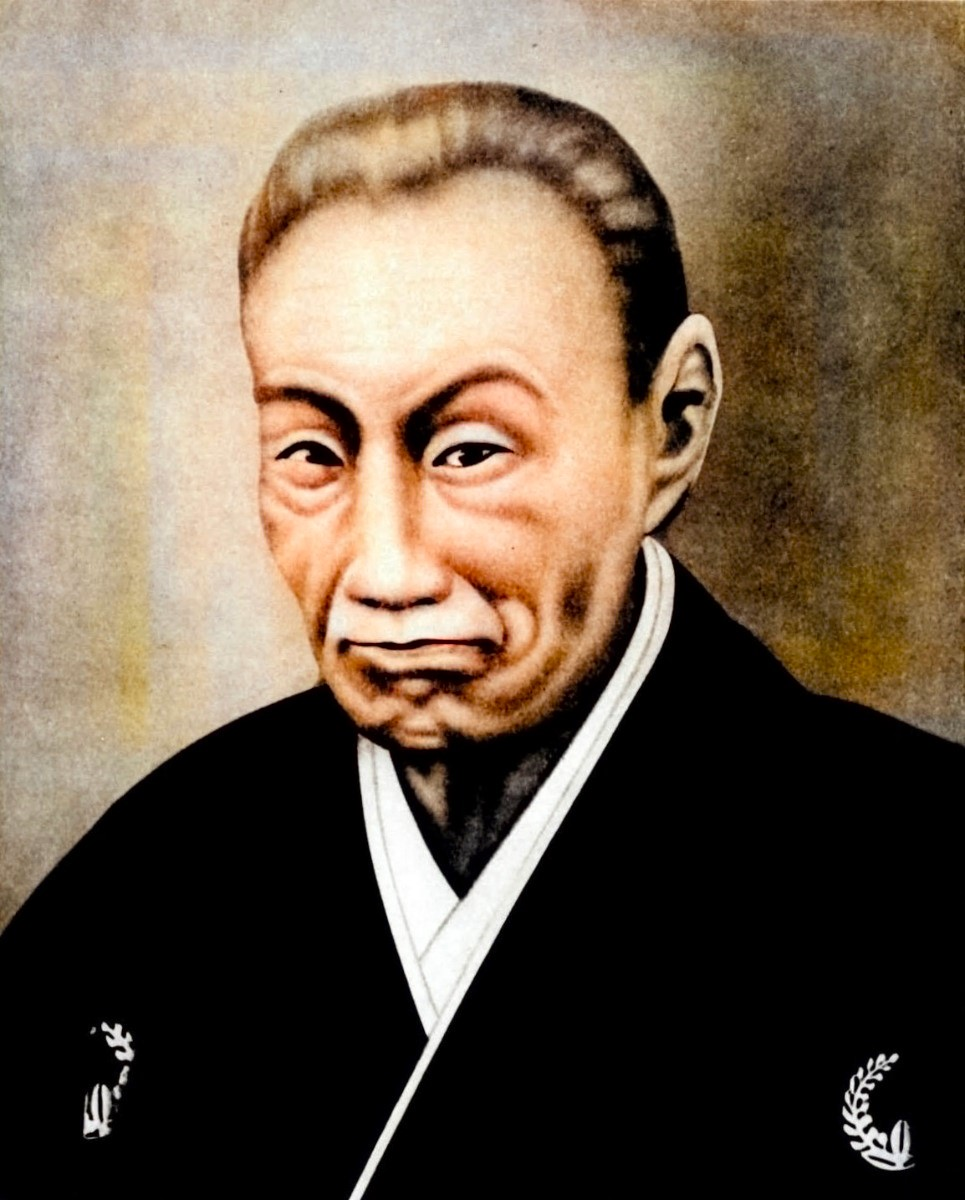
Hiromori Hayashi

Hiromori Hayashi (* 28. Dezember 1831; † 5. März 1896) war ein japanischer Komponist und Hofmusiker am kaiserlichen Hof in Kyōto. Er gilt als einer der Komponisten der japanischen Nationalhymne Kimi Ga Yo.

## Leben
Hiromori trug 1875 zur Verschmelzung westlicher und japanischer Musiktheorien bei. Die endgültige Version der japanischen Hymne wurde am 3. November 1880 zum 28. Geburtstag des japanischen Kaisers Meiji aufgeführt. Quellen streiten sich über den tatsächlichen Komponist der Melodie der japanischen Hymne. Die Historikerin Emiko Ohnuki-Tierney schreibt, dass Hiromori häufig als Komponist der Hymne genannt wird, die Melodie jedoch eigentlich von Oki Yoshiisa, der Hiromori unterstellt war, komponiert wurde, mit ein paar Umgestaltungen von Franz Eckert.